# 융근
숙량친왕(肅良親王, 1840년 9월 28일 ~ 1898년 3월 22일)은 중국 청나라의 황족 종실 및 군인 겸 정치인이다. 본명은 아이신줴뤄 룽친(愛新覺羅 隆懃, 애신각라 융근)이다.
황족 종실이라는 신분으로써 제이등진국장군(第二等鎭國將軍)을 지낸 그는 민정부상서(民政部尙書)를 지낸 숙충친왕(肅忠親王)의 아버지이다.